# Comic Relief (Beverly Hills, 90210)
Comic Relief is de dertiende aflevering van het achtste seizoen van het tienerdrama Beverly Hills, 90210, die voor het eerst werd uitgezonden op 10 december 1997.

## Plot
Nu Emma voor de Beverly Beat schrijft is ze veel aanwezig op de redactie en flirt ze volop met Brandon die het hier zeer moeilijk mee heeft om zijn verstand te gebruiken in plaats van zijn gevoelens. Ze spreken af om samen te gaan lunchen, Kelly komt Brandon opzoeken om hem mee te vragen voor lunch en hij verzwijgt zijn afspraak met Emma en vertelt haar dat hij het druk heeft en geen tijd heeft. Als Kelly later belt dan hoort ze dat Brandon sinds de lunch niet meer op kantoor is en dat maakt haar aan het twijfelen. Brandon en Emma brengen de middag samen door met rondrijden in de auto. Brandon wil haar thuis afzetten en ze praten nog wat na en dit eindigt met een kus. Kelly krijgt steeds meer moeite met de opmerkingen die de dokter maakt tegen haar wat ze als seksueel ervaart. Ze praat hierover met de dokter en vraagt hem hiermee te stoppen. Hij antwoordt hierop boos dat ze niet weet waar ze het over heeft en dat het bestuur hem nooit weg zal sturen.
David en Valerie doen zich nog steeds voor als een stel en dat zorgt voor roddels in het huis van Valerie. Donna is nog niet onder de indruk en wenst David veel geluk met Valerie. David is gestopt met werken als verkoper in de kledingwinkel en gaat nu werken bij een autowasstraat waar hij kennismaakt met een jongen, Ben, die daar flink gepest wordt omdat hij homo is. David trekt het zich aan en wil hem bijstaan, hij hoort van Ben dat hij het huis uitgezet is door zijn ouders omdat hij homo is. Hij wil Ben helpen door te gaan praten met de ouders. Daar komt hij erachter dat deze ouders niets meer van hun zoon willen weten en wijzen David de deur.
Noah is bezig met het zoeken naar goede stand-up komieken voor zijn club maar dit wil niet erg vlotten. Steve komt toevallig langs en besluit even te blijven kijken en vertelt Noah dat hij dit ook goed kan. Hij doet auditie en iedereen moet lachen om zijn grappen en Noah vraagt hem om op te treden in zijn club. Steve staat op het podium en ziet dat er veel mensen naar hem kijken en wordt zenuwachtig. Hij begint met zijn grappen en merkt dat nu niemand lacht en dan besluit hij om grappen te gebruiken van een andere komiek. Nu moet iedereen lachen en Steve gaat door met de grappen. Later vertelt hij aan Carly dat hij de grappen heeft gestolen en zij is teleurgesteld in hem.

## Rolverdeling
- Jason Priestley - Brandon Walsh
- Jennie Garth - Kelly Taylor
- Ian Ziering - Steve Sanders
- Brian Austin Green - David Silver
- Tori Spelling - Donna Martin
- Tiffani Thiessen - Valerie Malone
- Joe E. Tata - Nat Bussichio
- Hilary Swank - Carly Reynolds
- Vincent Young - Noah Hunter
- Myles Jeffrey - Zach Reynolds
- Angel Boris - Emma Bennett
- Fatima Lowe - Terri Spar
- George DelHoyo - Dr. Monahan
- Esteban Powell - Ben Wester